# Vu d'ici
Albums de Madame Monsieur
Tandem
(2020)
Singles
1. Mercy
Sortie : 20 janvier 2018
2. Comme une reine
Sortie : 20 avril 2018

Vu d'ici est le premier album de Madame Monsieur, sorti le 20 avril 2018. Il est composé de quatorze titres et comprend celui avec lequel le duo a concouru à l'Eurovision 2018, Mercy.

## Historique
En janvier 2018, le duo participe à Destination Eurovision, une émission qui détermine le représentant et la chanson de la France au concours Eurovision de la chanson 2018. Madame Monsieur remportent la seconde demi finale en se hissant à la première place avec cinquante-six points avec la chanson Mercy. Durant la course à l'Eurovision, le duo décide de présenter au grand public son premier album solo après avoir présenté en 2016 un premier EP du nom de Tandem. Ce nom Tandem est d'ailleurs repris en juin 2020 comme nom de leur second album. 
À sa sortie, l'album se glisse à la treizième place du Top Albums France pendant une semaine et reste au total treize semaines dans le top.

## Liste des titres
| 1.    | Comme une reine           | 3:49 |
| 2.    | Mercy                     | 3:56 |
| 3.    | Tourner la page           | 3:15 |
| 4.    | Ne me laisse pas          | 3:33 |
| 5.    | Au-delà                   | 3:19 |
| 6.    | Ça vaut la peine          | 4:07 |
| 7.    | Quand la nuit nous sépare | 3:41 |
| 8.    | Qui sait                  | 3:37 |
| 9.    | La Voyageuse              | 4:21 |
| 10.   | 22.11.2013                | 3:16 |
| 11.   | Des baisers               | 3:32 |
| 12.   | Pour ceux qu'on aime      | 3:10 |
| 13.   | Défends-moi               | 3:31 |
| 14.   | Partir                    | 3:56 |
| 51:00 |                           |      |